# وینتریدن
وینتریدن (به آلمانی: Winterrieden) یک شهر در آلمان است که در اونترالگوی واقع شده‌است. وینتریدن ۹۰۴ نفر جمعیت دارد.